# بانغسار
بانغسار، هي ضاحية سكنية غنية على مشارف كوالا لمبور، وتقع على بعد حوالي 4 كم جنوب غرب وسط المدينة. وهي جزء من الدائرة البرلمانية ليمباه بانتاي. تدار بانغسار من قبل ديوان باندارايا كوالالمبور (دبكل) على عكس بلدات الأخرى في وادي كلانغ مثل بيتالينغ جايا وسوبانغ جايا التي لها مجالس بلدية خاصة بها. تلعب رابطات سکان الجوار ومجالس الأعمال دورا في التواصل مع السلطة المحلیة ولکنھم لا یمارسون أي سلطة قانونية أو إداریة. ويشكل ماليز غالبية السكان بنسبة 61% يليهم الصينيون بنسبة 24% والهنود بنسبة 15%.

## المعلومات السكانية
وكان المستوطنون الأوائل هم عمال السكك الحديدية الذين يعيشون بالقرب من مسار سكة حديد كل- كلانغ والعاملين بالمطاط. بدءا تكون المجتمع من الهنود الذين كانوا يعملون في الخدمة المدنية، التي تضم المعلمين ورجال الإطفاء وضباط الاتصالات السلكية واللاسلكية والشرطة، نمت بانغسار لتشمل المهنيين الشباب من مختلف الأجناس بما في ذلك الملايو، الصينيون، الهنود والمغتربين، ليصل عدد سكانها إلى حوالي 40,000 شخص بحلول عام 2005.